# Benito Juárez, San Juan Guichicovi
Benito Juárez är en ort i Mexiko.   Den ligger i kommunen San Juan Guichicovi och delstaten Oaxaca, i den sydöstra delen av landet, 500 km sydost om huvudstaden Mexico City. Benito Juárez ligger 64 meter över havet och antalet invånare är 142.
Terrängen runt Benito Juárez är platt västerut, men österut är den kuperad. Runt Benito Juárez är det ganska tätbefolkat, med 52 invånare per kvadratkilometer. Närmaste större samhälle är Palomares, 9,2 km väster om Benito Juárez. Omgivningarna runt Benito Juárez är en mosaik av jordbruksmark och naturlig växtlighet.